# 島野知也
島野 知也（しまの ともや、1995年4月16日 - ）は、日本の舞台俳優。
演劇集団キャラメルボックス所属。また、スタントジャパンのスタントマン・スタントコーディネイト部門：STUNT TEAM Gocoo（スタント・チーム ゴクゥ）のメンバーでもある。群馬県出身。

## 略歴
群馬県立太田東高等学校卒業後、東京フィルムセンター映画俳優専門学校を経て、2017年演劇集団キャラメルボックスに入団。

## 出演

### 舞台

#### キャラメルボックス
- 夏への扉（2018年3月14日 - 25日、サンシャイン劇場 / 2018年3月28日・29日、兵庫県明石市・明石市立市民会館（アワーズホール））
- エンジェルボール（2018年7月6日 - 16日、サンシャイン劇場 / 2018年7月20日 - 22日、京都劇場 / 2018年7月25日、広島市・アステールプラザ）
- スロウハイツの神様（2019年3月22日 - 31日、サンシャイン劇場 / 2019年4月5日 - 7日、大阪市・サンケイホールブリーゼ）[3]
- ナツヤスミ語辞典（2019年5月18日 - 26日、俳優座劇場） - モモヤマ 役[4]（矢野聖とダブルキャスト[4]）
- クローズ・ユア・アイズ（2023年12月9日・10日、梅田芸術劇場 シアター・ドラマシティ / 2023年12月20日 - 25日、サンシャイン劇場） - 森山典彦 役[5]

#### 客演など
- おおきく振りかぶって
  - 初演（2018年2月2日 - 12日、サンシャイン劇場） - 加具山直人 役[6]
  - 夏の大会編（2018年9月6日 - 17日、サンシャイン劇場 / 2018年9月28日 - 30日、梅田芸術劇場 シアター・ドラマシティ） - 鹿島匠 役[7]
  - 初演の再演 / 秋の大会編（2020年2月14日 - 24日、サンシャイン劇場） - 加具山直人 役[8]
- トリツカレ男（2021年10月16日 - 24日、スペース・ゼロ）‐アントニオ 役[9]
- 舞台 キングダム（2023年2月5日 - 27日、帝国劇場 / 大阪・福岡・札幌）[10]
- ブロードウェイ ミュージカル ピーター・パン（2024年7月24日 - 8月2日、東京国際フォーラム ホールC）- スウィング[11][12]
- 舞台「鬼滅の刃」其ノ伍 襲撃 刀鍛冶の里（2025年4月11日 - 20日、天王洲 銀河劇場 / 4月25日 - 27日、AiiA 2.5 Theater Kobe） - アンサンブル[13]

### テレビドラマ
- 金曜ドラマ インビジブル 第2話（2022年4月22日、TBSテレビ系）
- 火曜9時枠 マルス-ゼロの革命- 第3話・第6話（2024年2月6日・27日、テレビ朝日系） - 舞浜浩太 役

### 映画
- ファーストミッション（2022年5月6日公開、疾風企画・ファーストミッション実行委員会）[14][15]
- きみといた世界（2024年12月14日公開、BASARA）[16]